# Swedish traveller
|  | Denne artikel er oprettet af botten PalnaBot ud fra en ekstern database. Den kan derfor have sproglige fejl eller mangler. Denne skabelon kan fjernes efter kontrol af indholdet. |

''''' er en film instrueret af Annika Strøm.

## Handling
Annika Ström beskæftiger sig i sine værker med den nære virkelighed, først og fremmest som refleksioner over arbejdet som kunstner, forholdet til kunstinstitutionen og dens særegne sociale koder. Men hun inddrager også sin egen person som grundmateriale, familien og opvæksten i det sydlige Sverige. Ofte er der tale om små, narrative situationer, hvor det personlige stof bruges som en identifikationsfaktor, der med sødmefuld naivitet fører beskueren ind i værket og giver plads for dennes egne tanker omkring kunstens situation.